# بی‌واژه
بی‌واژه آلبومی از محمد اصفهانی است که در ۱۲ اردیبهشت ۱۳۹۰ توسط شرکت ایران‌گام منتشر شد. این آلبوم در حالی منتشر شد که نخستین آلبوم محمد اصفهانی پس از مدت زمانی حدود پنج سال وقفه بود.
اصفهانی، این آلبوم را با همکاری سی تن از نوازندگان ایرانی و ترکیه‌ای ضبط کرده‌است. آلبوم بی‌واژه در تعدادی از استودیوهای کشور ترکیه از جمله استودیوی متروپل، تی‌اندتی، آریجا و تویجان و همچنین تعدادی از استودیوهای ایرانی از جمله استودیوی پاپ، آریا، پوریا، پویا، و رهگذر هفت اقلیم ضبط و آماده شده‌است.
آلبوم دارای ۱۱ قطعه است که دو قطعهٔ باور نکن و رستگاران، پیش از انتشار آلبوم، در تیتراژ سریال‌های شکرانه و راستگاران منتشر شده بودند و قطعهٔ خورشید فردا نیز برای جام جهانی فوتبال ۲۰۰۶ ساخته شده بود.
شرکت پخش‌کنندهٔ آلبوم اعلام کرده‌است که در ۲ هفتهٔ اول انتشار این اثر، ۲۰۰٫۰۰۰ نسخه از آن به فروش رفته و آلبوم در بازار نایاب شده‌است و این موضوع را برای محمد اصفهانی، یک رکورد دانسته‌است.

## نام آلبوم
محمد اصفهانی در مورد نام آلبوم در مصاحبه‌ای که با روزنامهٔ شرق انجام داده، توضیح می‌دهد که نام آلبوم فقط به خاطر قطعهٔ عنوانی آلبوم، قطعهٔ بی‌واژه نیست:
نه صرفاً به خاطر یک قطعه، بلکه خیلی از حرف‌ها در پرده بیان شد و به اصطلاح ساده‌تر با زبان بی‌زبانی… از این رو هر چند که واژه‌ها حضور داشتند ولی قسمت بزرگی از حرف‌ها و درددل‌هایمان را بی‌واژه با هم‌وطنانم به اتفاق گریستیم…
اصفهانی در جایی دیگر این‌گونه می‌گوید:
چون خیلی از حرف‌هایی را که باید می‌زدیم، بی‌واژه گفته‌ایم دیگر!

## ضبط
اصفهانی به خاطر بیماری و ناراحتی سینوس‌هایش، دچار یک وقفهٔ چند ساله شد. البته اصفهانی، علی‌رضا کهن‌دیری را به عنوان کسی که سبب‌شده شروع به ضبط آلبوم بکند معرفی می‌نماید و می‌گوید یک‌بار با انتقادی تند، به من گفت که «چرا کاری برای انتشار آلبوم کاری نمی‌کنی؟» به همین خاطر اصفهانی نیز تحت تأثیر قرار می‌گیرد و تصمیم می‌گیرد ضبط آلبوم را شروع کند. اصفهانی ضبط آلبوم را شروع می‌کند و گفته‌شده که برای بعضی از قطعات آلبوم، حتی دو سال زحمت کشیده‌است.
- اولین قطعهٔ آلبوم؛ یعنی قطعهٔ «بی‌واژه» که با آهنگسازی، تنظیم، میکس و مسترینگ پدرام کشتکار در استودیوی تویجان و با صدابرداری تویجان نیازی صورت گرفت،[۱۱] ضبط آن مدت حدوداً دو سال به طول انجامید.[۱۵]
- سه قطعهٔ «غم دوری»، «اگه باشی» و «فردای پنهانی» که هر سه توسط تویجان نیازی آهنگسازی، تنظیم، میکس و مسترینگ شده و دو قطعهٔ اول یعنی «غم دوری» و «اگه باشی» در استودیوهای متروپل و آریجا در استانبول و استودیوی تویجان ضبط شده و توسط تویجان نیازی و ایلحان نیز صدابرداری شده‌است. قطعهٔ «فردای پنهانی» نیز در استودیوهای تی‌اندتی استانبول و تویجان باز با صدابرداری تویجان نیازی نیز ضبط شد.[۱۱] تویجان نیازی می‌گوید: که ضبط این سه قطعه در ترکیه حدوداً شش ماه به طول انجامید.[۱۶]
- قطعهٔ «معجزه» که توسط پوریا حیدری آهنگسازی، تنظیم و صدابرداری شده و مسترینگ آن نیز به همراه تویجان نیازی انجام گرفته، در استودیو پوریا ضبط شد.[۱۱]
- قطعهٔ «باور نکن» نیز توسط علیرضا کهن‌دیری آهنگسازی و تنظیم شد و صدابردار، میکس و مسترینگ آن نیز توسط حمیدرضا آداب انجام گرفت، در استودیو پاپ ضبط گردید.[۱۱]
- دو قطعهٔ «رستگاران» و «غزال» که آهنگسازی، تنظیم، میکس، مسترینگ و صدابرداری هر دوی آن توسط آریا عظیمی‌نژاد انجام گرفت در استودیوی آریا ضبط گردید.[۱۱]
- قطعهٔ «ناجی» نیز که آهنگسازی، تنظیم، میکس، مسترینگ و صدابرداری آن توسط پویا نیک‌پور انجام گرفت در استودیو پویا ضبط گردید.[۱۱]

## قبل از انتشار
اصفهانی بعد از انتشار آلبوم برکت در سال ۱۳۸۴، حدود ۴–۵ سال بدون فعالیت بود و کنسرتی برگزار نمی‌کرد و با مطبوعات هم مصاحبه انجام نمی‌داد. اما بعد از این ۴–۵ سال وقفه، محمد اصفهانی در کنفرانس خبری مطبوعاتی خویش در ۱۱ مرداد ۱۳۸۹، به همراهی میثم مروستی، از اجرای کنسرت و آلبوم جدید خود خبر داد. در ابتدای کنفرانس، اصفهانی با موهای سفید روییده‌شده در صورتش که توجهٔ خبرنگاران را جلب کرده بود، وارد کنفرانس شد و در مورد آلبومش توضیح داد که این آلبوم «با حضور سی‌تن از نوازندگان ایرانی و ترکیه‌ای» ضبط می‌شود. او در کنفرانس اعلام کرد که آلبوم در مرحلهٔ میکس نهایی است و «قطعات را آزمایش می‌کنیم که آن‌ها را یکدست کنیم و به استاندارهای صوتی امروزی برسانیم».
او در مورد وقفهٔ ۴–۵ ساله که ایجاد شد این گونه می‌گوید:
این وقفه عوامل زیادی داشت که خیلی‌هایش دست من نبود. واقعاً قصد نداشتم فاصله‌ام با مخاطب تا این حد زیاد بشود ولی شد. اگر از من بپرسید که پنج سال دیر نیست؟ جواب می‌دهم چرا، واقعاً دیر است.

### اجراء
در آستانهٔ انتشار آلبوم بی‌واژه، — چون طبق اعلام قبلی قرار بود که بی‌واژه در اسفند ۸۹ منتشر یابد — اصفهانی اعلام کرد: که در کنسرت پیش‌رویش، در ۲۰ و ۲۱ اسفند ۸۹ از چند اثر آلبوم جدیدش، که متناسب با حال و هوای مخاطبان باشد، رونمایی خواهد کرد.
اصفهانی در این کنسرت زمستانه، که در سالن همایش‌های برج میلاد با رهبری پویا نیک‌پور اجراء شد، از قطعاتی چون اگه باشی، معجزه، باور نکن و قطعهٔ چه آرام در خود شکستن یا همان رستگاران رونمایی نمود. این کنسرت که به همّت شرکت آوای هنر و تهیه‌کنندگی محمد جلیل‌پور برگزار شد؛ مهمانانی ویژه‌ای چون رضا صادقی، امید حاجیلی، ترانه مکرم و… داشت.

## انتشار و فروش

### تأخیر
طبق اعلام قبلی در فضای مجازی، بیلبودرهای تبلیغاتی و حتی در تیزر تصویری آلبوم بی‌واژه و جلد آلبوم قرار بود که این آلبوم در اسفند ۸۹ منتشر یابد، اما به دلایلی از جمله فراهم نشدن تیراژ لازم برای توزیع در مرحلهٔ اول و عدم تکثیر و چاپ لوح‌های فشرده، انتشار آلبوم به اوایل روزهای سال ۱۳۹۰ موکول شد.
در پی این تأخیر، روابط عمومی شرکت ایران‌گام اعلام کرد که: به خاطر این که انتشار و توزیع آثاری چون آلبوم بی‌واژه، مستلزم اجرای مقدمات زیادی است و در طرف دیگر علی‌رغم کار و تلاش شبانه‌روزی کارکنان و دست‌اندرکاران شرکت در ایام پایانی سال، به دلایلی چون فراهم نشدن تیراژ لازم برای انتشار در مرحلهٔ اول اثر و عدم تکثیر و چاپ لوح‌های فشرده و کاتالوگ‌ها، ناگزیر هستند که انتشار آلبوم را به اوایل سال ۹۰ موکول نمایند. روابط عمومی در ادامه توضیح داد که: برای هرچه انتشار و توزیع بهتر و قوی‌تر آلبوم در تهران و شهرستان‌ها و جلوگیری از تکثیر غیرمجاز و لو رفتن اثر، تاریخ انتشار آلبوم متعاقباً اعلام خواهد شد.
سرانجام آلبوم بی‌واژه در ۲ مه ۲۰۱۱ برابر با ۱۲ اردیبهشت ۱۳۹۰ توسط شرکت نشر ایران‌گام منتشر شد. به همراه انتشار فیزیکی آلبوم، نسخه‌های دیجیتال آن نیز در وبگاه‌هایی چون آی‌تیونز، آمازون و بییپ‌تونز قرار گرفت.

### فروش
هنرشهر، شرکت پخش‌کننده آلبوم اعلام کرده‌است: که در ۲ هفته اول انتشار این اثر، ۲۰۰٬۰۰۰ هزار نسخه از آن به فروش رفته و آلبوم در بازار نایاب شده‌است. البته طبق گفته‌ای دیگر، تیراژ ۲۰۰٬۰۰۰تایی این آلبوم در کمتر از ۱۰ روز در بازار نایاب شده‌است.

## نقدها و بررسی
| بررسی انتقادی     | بررسی انتقادی       |
| منبع              | رتبه‌بندی            |
| ----------------- | ------------------- |
| موسیقی ما         | [ ۲ ]               |
| بییپ‌تونز          | 4.5/5 ستاره         |
| تویجان نیازی      | [ ۲۵ ]              |
| صدرالدین حسین‌خانی | بهترین آلبوم سال ۹۰ |

پس از انتشار آلبوم بی‌واژه، نقدها و بررسی‌های فراوانی در مورد آلبوم در روزنامه‌ها، مجلات، وبگاه‌های اینترنتی و دیگر رسانه‌ها انجام گرفت که بعضاً مثبت و منفی بودند.
وبگاه موسیقی ما بعد انتشار آلبوم بی‌واژه، نقدی تحت عنوان «یادداشتی بر یک صعود و سقوط» به نویسندگی الف. خوزستانی را منتشر نمود که در آن گفته‌بود؛ که به خاطر سکوت چندسالهٔ اصفهانی، توقع اثری «با شاخص‌های بالای موسیقایی و کلامی» را دارد. در ادامه به «دقت‌نظر اصفهانی در تدارکات آلبوم» اشاره کرده‌است و در قسمتی دیگر به این اشاره شده که؛ «جملات نامرتبط و بی‌الگویی، در آهنگسازی بسیاری از ترانه‌ها مشهود است» و اینکه به «تلفیق کلام و موسیقی» توجهی نشده‌است. نویسنده، اثر را دارای «چندگانگی سبک» معرفی می‌کند و علت آن را «هراس خواننده از عقب افتادن از سبک‌های مورد توجه نسل جوان و جوانان» دانسته‌است.
محمد اصفهانی نیز در مصاحبه‌ای در ۱۰ خرداد ۱۳۹۰ که با روزنامه شرق داشته‌است به این نقد الف. خوزستانی واکنش نشان داد و این نقد را، «نقدهای مغرضانه و بچه‌گانه» خواند و گفت: که «این دوران —دوران فروش آلبوم بی‌واژه— برایش، تداعی‌کنندهٔ دوران انتشار آلبوم نون و دلقک» است، چون اصفهانی می‌گوید: که آن زمان نیز به علت «استقبال بی‌سابقهٔ مردم» عدهٔ کمی به شدت عصبانی شده‌اند. او «وبگاه موسیقی ما» را یکی‌از «مصادیق صریح سخنانش» عنوان می‌کند و اینکه رضایت ندارد که این وبگاه، در مورد او و آلبومش بی‌واژه چیزی بنویسند.
البته این نیز گفتنی است که پس از نقد الف. خوزستانی و بازخورد محمد اصفهانی، وبگاه موسیقی ما نقدی دیگر با نگاهی مثبت‌تر از قبل، از آلبوم بی‌واژه با نویسندگی بهرنگ قدرتی منتشر نمود که در آن تک‌تک آهنگ‌های این آلبوم بررسی کرده‌بود و توضیح داد که آلبوم بی‌واژه زمانی وارد بازار شد که خیلی زودتر منتظر آن بودیم و اینکه هنوز اصفهانی حرف برای گفتن دارد و همین‌طور قرار است که در بی‌واژه به تعاریف جدیدی از محمد اصفهانی برسیم.
به جزء موسیقی ما، وبگاه‌هایی چون مجله ملودی نیز نقدهای در مورد بی‌واژه نوشت. در نقد وبگاه مجله موسیقی ملودی که به نویسندگی مکنونه صافی نوشته شده بود، آمده بود که فضای نوِ آلبوم بی‌واژه حتی سرسخترین منتقدان را نیز متعجب می‌نماید. مکنونه صافی در ادامه طرح جلد آلبوم را توصیف نمود و در مورد آن گفت که «ساده و پرمفهوم» است و تاحدی توانسته فضای آلبوم را به تصویر بکشد. در ادامه توضیح داد که نکته جالب این آلبوم این است که اصفهانی، آهنگسازی و تنظیم هر قطعه را بر عهده یک فرد گذاشته‌است و در آخر مکنونه صافی این‌گونه نتیجه می‌گیرد که آلبوم خوب توانسته در دل مخاطب جای گیرد.
برخی افراد صاحب نظر موسیقی نیز در مورد بی‌واژه نظراتی داده‌اند؛ به عنوان مثال صدرالدین حسین‌خانی، مدیر شرکت ایران‌گام آلبوم بی‌واژه را به عنوان بهترین آلبوم سال ۱۳۹۰ معرفی کرده‌است.
بهروز صفاریان، آهنگساز موسیقی پاپ ایرانی که در آلبوم فاصله با اصفهانی همکاری داشت، آلبوم بی‌واژه را این‌گونه ارزیابی می‌کند: که اگر بی‌واژه برای جوانان ساخته شده باشد، موفق نشده‌است. او توضیح می‌دهد که با وجود صدای خوب اصفهانی که می‌توانست بهتر برای جوان‌ها بخواند اما آلبوم نمی‌تواند مورد پسند جوانان باشد چونکه اشعار و ترانه‌ها چنان قوی نبودند و ملودی آن‌ها نیز تقریباً تقلیدی و تکراری بودند.
سید یوسف مناجاتی، تهیه‌کنندهٔ تلویزیونی در مورد آلبوم بی‌واژه می‌گوید: که ملودی‌ها و آهنگسازی‌های آلبوم تکراری بودند و جذابیتی نداشتند و اینکه اشعار و ترانه‌های این آلبوم در مقایسه با کارهای قبلی اصفهانی، فاصله گرفته و افت کرده‌است و دیگر اینکه صدای اصفهانی نیز، مثل کارهای قبلی او، بکر و محزون نبود.
تویجان نیازی، یکی از آهنگسازان ترک ایرانی‌تبارِ آلبوم بی‌واژه، نمرهٔ ۱۴ از ۲۰ را به بی‌واژه می‌دهد. او نقص بی‌واژه را در نبود نوازنده‌های مورد نیاز در ایران برای آهنگسازی این اثر می‌داند. او می‌گوید اصفهانی در سبک کاری خود تغییر ایجاد کرده‌است. در ادامه توضیح می‌دهد که کیفیت آلبوم از لحاظ شعر و ترانه نسبت به کارهای قبلی، کاهش پیدا کرده‌است. اما او در نهایت بی‌واژه را کاری جوان‌پسند می‌داند و فروش آلبوم را گواه بر این حرف خود می‌داند.

## سبک
اصفهانی در این آلبوم؛ نسبت به آثار گذشته‌اش تغییر سبک داد و آن را بیشتر به سبک ترنس کشاند. اصفهانی نیز خود در مورد این تغییر سبک می‌گوید که زمان تولید آلبوم؛ حس می‌کردم که جوانان و فضای اجتماعی ما خیلی افسرده‌است و دوست داشتم با انتشار و تولید این آلبوم؛ در شکستن این فضای یأس و ناامیدی سهم داشته‌باشم و کمکی کرده‌باشم. البته برخی منتقدان، این‌گونه تغییر سبک‌ها را لازمهٔ حیات یک خواننده دانسته‌اند.
قاسم افشار، که از خوانندگان نسل اولی موسیقی پاپ ایران است در مورد این تغییر سبک این‌گونه می‌گوید که عوض کرد سبک در هر کاری نیاز به هوشمندی و ذکاوت دارد و اینکه سبک و سیاق یک هنرمند علاوه بر مخاطب‌پسند بودن، با شخصیت آن هنرمند نیز سنخیت داشته باشد.
فؤاد حجازی، آهنگساز موسیقی پاپ نیز، این روند تغییر سبک را در دو آلبوم اخیر محمد اصفهانی — آلبوم برکت و بی‌واژه — اشتباه می‌داند؛ چون به عقیدهٔ او، تغییرات پی‌درپی برای کسانی که طرفداران ثابتی دارند، کار خیلی درستی نیست.

## تک‌آهنگ‌ها
- «خورشید فردا» یکی از قطعات از این آلبوم است که پیشنهاد ساخت آن به خرداد و تیر ۱۳۸۵، زمان جام جهانی فوتبال ۲۰۰۶ برمی‌گردد. در آن زمان، ترانه‌های زیادی توسط خوانندگان متفاوت ساخته شد که این ترانه نیز یکی از آن‌ها بود و جزء یکی از «آبرومندترین» آن‌ها به‌شمار می‌رفت.[۲۸] آن زمان ساخت ترانه‌ای خوب برای حضور ایران در جام جهانی خیلی مهم بود، تاحدی که این مطلب به رسانه‌ها و حتی به مجلس هم کشیده‌شد. اهورا ایمان که ترانه‌سرای قطعهٔ «خورشید فردا» بود، این‌گونه می‌گوید که «ترانه را سرودم و برای پدرام کشتکار که آهنگساز آن بود فرستادم ولی چند مدتی خبری از پدرام کشتکار و ترانهٔ جام جهانی نبود تا اینکه بعد از مدتی آن را در آلبوم بی‌واژه دیدم».[۲۹] اما در نهایت مسئول فرهنگی فدراسیون فوتبال، امیر تاجیک را به عنوان خوانندهٔ رسمی فدراسیون فوتبال اعلام کرد.[۳۰]
- «باور نکن» یا همان «شکرانه»، تیتراژ مجموعهٔ تلویزیونی شکرانه بود[۲۸] که در ۳۱ شهریور ۱۳۸۶[۳] به مناسبت ماه رمضان در شبکهٔ تهران پخش شد.[۴] ترانه‌سرای این قطعه، اهورا ایمان است و آهنگسازی آن نیز از علی‌رضا کهن‌دیری است. البته قطعه «باور نکن» یا همان «شکرانه»، در تیراژ پایانی این اثر قرار دارد و تیراژ ابتدایی با خوانندگی خوانندهٔ تاجیکی، «دولتمند خال‌اف» است.[۳۱] در جلسهٔ نقد نغمه که در فرهنگ‌سرای شفق برگزار شد، قطعه «باور نکن» با صدای محمد اصفهانی توسط ساعد باقری به خاطر داشتن کلام قوی، به عنوان قطعهٔ برتر انتخاب شد.[۳۱]
- «رستگاران» نیز که تیتراژ مجموعهٔ تلویزیونی رستگاران بود[۲۸] در ۳۰ خرداد ۱۳۸۸ در شبکهٔ ۳ سیما پخش شد.[۵] البته قبل از اینکه این قطعه در آلبوم بی‌واژه با نام «رستگاران» منتشر شود، قبلاً به نام «هوای تو» منتشر شد.[۳۲]

## محتوا و مشخصات
آلبوم بی‌واژه با هولوگرام نسخه اصلی، شامل دو دیسک؛ یک دی‌وی‌دی و یک سی‌دی است، که سی‌دی صوتی آن دارای ۱۱ قطعه می‌باشد. این آلبوم با چند نوع بسته‌بندی ولی با محتواهای یکسان ارائه شد و این اقدام از جانب تهیه‌کنندهٔ اثر، برای ارضای سلایق مختلف مالی و هنری مخاطبان صورت گرفته‌است و البته در راستای سوق دادن خریداران به سمت تهیهٔ نسخه‌های اصلی. یکی‌دیگر از ویژگی‌های آلبوم، به همراه داشتن دفترچهٔ متن‌ترانه‌ها به صورت مجزا است که مخاطب می‌تواند آن را به‌راحتی از آلبوم جدا کرده و آن را مطالعه نماید.

### دی‌وی‌دی تصویری
دی‌وی‌دی تصویری آلبوم بی‌واژه شامل: نماهنگ غزال است که آهنگ آن توسط آریا عظیمی‌نژاد ساخته شده و کارگردانی نماهنگ نیز بر عهده ساسان توکلی فارسانی است. همچنین ویدئوی تیزر آلبوم بی‌واژه و بخش گفتگو با دست‌اندرکاران این آلبوم از دیگر ویدئوهای این دی‌وی‌دی است که توسط هادی بردباری کارگردانی شده‌است و در آن کسانی چون علیرضا کهن‌دیری، آریا عظیمی‌نژاد، پدرام کشتکار، پویا نیک‌پور، پوریا حیدری و تویجان نیازی آتابای حضور دارند. این نیز گفتنی است که تمامی تصاویر این دی‌وی‌دی با کیفیت اچ‌دی ۱۰۸۰پی ضبط شده‌است. منوهای دی‌وی‌دی نیز به دو زبان فارسی و انگلیسی طراحی شده و در قسمت‌هایی از فیلم، تصاویر پشت صحنه استودیو متروپل ترکیه با دوربین غیرحرفه‌ای و در نور کم ضبط شده بود که پس از ریمستر کردن کیفیت قابل قبولی پیدا کردند. مستر دی‌وی‌دی نهایی با اندازهٔ تصویری ۱۶:۰۹ و با کیفیت بسیار بالا ایجاد شده‌است.

### سی‌دی صوتی
بی واژه دارای ۱۱ قطعه می‌باشد که قطعه باور نکن برای مجموعه تلویزیونی شکرانه و قطعه رستگاران نیز برای مجموعه‌ای تلویزیونی با همین نام ساخته و منتشر شد. این نیز گفتنی است که قطعه خورشید فردا نیز قبلاً ساخته منتشر شده بود، این آهنگ برای حضور تیم ملی فوتبال ایران در جام جهانی فوتبال ۲۰۰۶ ساخته و پرداخته شد.
| فهرست آهنگ‌ها | فهرست آهنگ‌ها                            | فهرست آهنگ‌ها     | فهرست آهنگ‌ها   | فهرست آهنگ‌ها         | فهرست آهنگ‌ها |
| شماره        | نام                                     | سراینده          | آهنگساز        | میکس، مسترینگ، تنظیم | مدت          |
| ------------ | --------------------------------------- | ---------------- | -------------- | -------------------- | ------------ |
| ۱.           | «بی‌واژه» (Wordless)                     | اهورا ایمان      | پدرام کشتکار   | پدرام کشتکار         | ۰۴:۲۴        |
| ۲.           | «معجزه» (Miracle)                       | ترانه مکرم       | پوریا حیدری    | پوریا حیدری و تویجان | ۰۳:۳۰        |
| ۳.           | «غم دوری» (Sadness of Separation)       | مرجان محمدی      | تویجان نیازی   | تویجان نیازی         | ۰۴:۱۸        |
| ۴.           | «باور نکن» (Do not believe)             | اهورا ایمان      | علی‌رضا کهن‌دیری | حمیدرضا آداب         | ۰۴:۳۹        |
| ۵.           | «اگه باشی» (If you would be)            | اهورا ایمان      | تویجان نیازی   | تویجان نیازی         | ۰۳:۳۰        |
| ۶.           | «رستگاران» (Prospers)                   | عبدالجبار کاکایی | آریا عظیمی‌نژاد | آریا عظیمی‌نژاد       | ۰۳:۵۰        |
| ۷.           | «فردای پنهانی» (Hidden tomorrow)        | عبدالجبار کاکایی | تویجان نیازی   | تویجان نیازی         | ۰۳:۳۰        |
| ۸.           | «ناجی» (Savior)                         | رؤیا میرفخرایی   | پویا نیک‌پور    | پویا نیک‌پور          | ۰۴:۵۷        |
| ۹.           | «غزال»                                  | علی معلم         | آریا عظیمی‌نژاد | آریا عظیمی‌نژاد       | ۰۵:۱۴        |
| ۱۰.          | «بی‌واژه (عاشقانه)» (Wordless (Romance)) | اهورا ایمان      | پدرام کشتکار   | پدرام کشتکار         | ۰۳:۴۹        |
| ۱۱.          | «خورشید فردا» (The sun of tomorrow)     | اهورا ایمان      | پدرام کشتکار   | پدرام کشتکار         | ۰۴:۵۵        |
| مجموع مدت:   | مجموع مدت:                              | مجموع مدت:       | مجموع مدت:     | مجموع مدت:           | ۴۶:۳۶        |

## عوامل استودیویی

### نوازندگان
- باحتیار آریجا: گیتار آکوستیک، گیتار باس در قطعهٔ ۳، ۵ و ۷
- مهدی باقری: کمانچه، کمانچه آلتو در قطعهٔ ۹
- احمد بین‌گل: باغلاما در قطعهٔ ۷
- رضا تاج‌بخش: پیانو، باس در قطعهٔ ۴
- حوسنی شلن درجی: کلارینت در قطعهٔ ۳
- گروه شن یایلار: زهی در قطعهٔ ۷
- آریا عظیمی‌نژاد: سه‌تار، گیتار، ضرب زورخانه در قطعهٔ ۶ و ۹
- گروه گوندم: زهی در قطعهٔ ۳ و ۵
- رضا محسنی‌پور: سه‌تار در قطعهٔ ۱۱
- میثم مروستی: زهی، سه‌تار در قطعهٔ ۴
- آیدا نصرت: ویلن، هم‌آوا در قطعهٔ ۶
- احسان نی‌زن: ویلن در قطعهٔ ۸
- پویا نیک‌پور: پیانو در قطعهٔ ۸
- مسعود همایونی: گیتار در قطعهٔ ۱
- علی ییلماز: بوزوکی در قطعهٔ ۵

### دیگر عوامل
- صدرالدین حسین‌خانی: تهیه‌کننده
- یدالله کابلی: خط
- امیر سزاوار: عکس، طرح، اجراء
- مجتبی تهمورس: نور

## یادداشت
1. ↑  Metropol Studio
2. ↑  T&T Studio
3. ↑  Arija Studio
4. ↑  iTunes
5. ↑  Amazon.com
6. ↑  Beep Tunes
7. ↑  Trance
8. ↑  DVD
9. ↑  CD
10. ↑  Music Video
11. ↑  HD
12. ↑  1080p